# Hydrocotyle javanica
Hydrocotyle javanica är en växtart i släktet Hydrocotyle och familjen araliaväxter.
Arten är en perenn ört som förekommer i stora delar av subtropiska och tropiska Asien samt på flera öar i Oceanien. Den beskrevs av Carl Peter Thunberg 1798.

## Bildgalleri

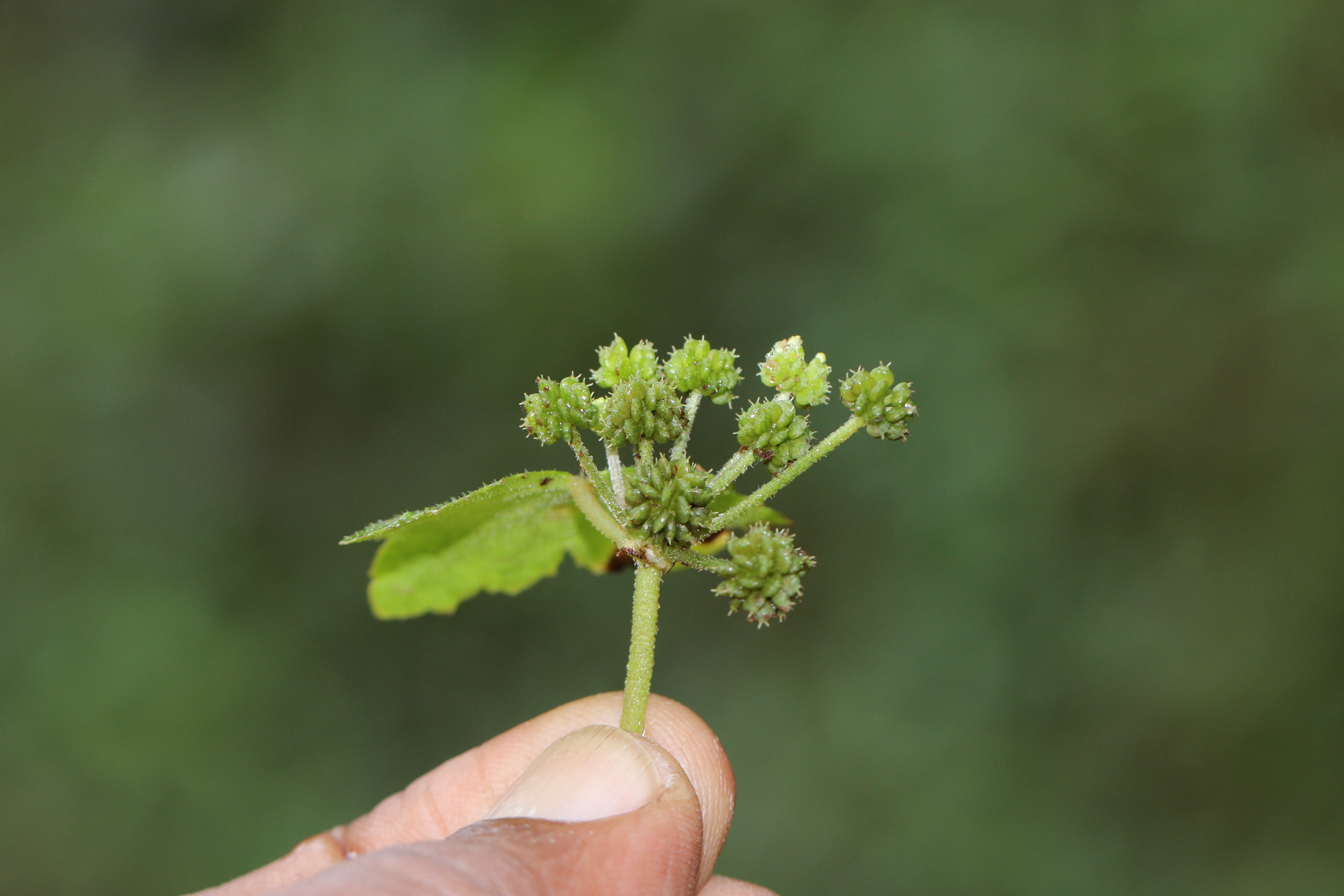
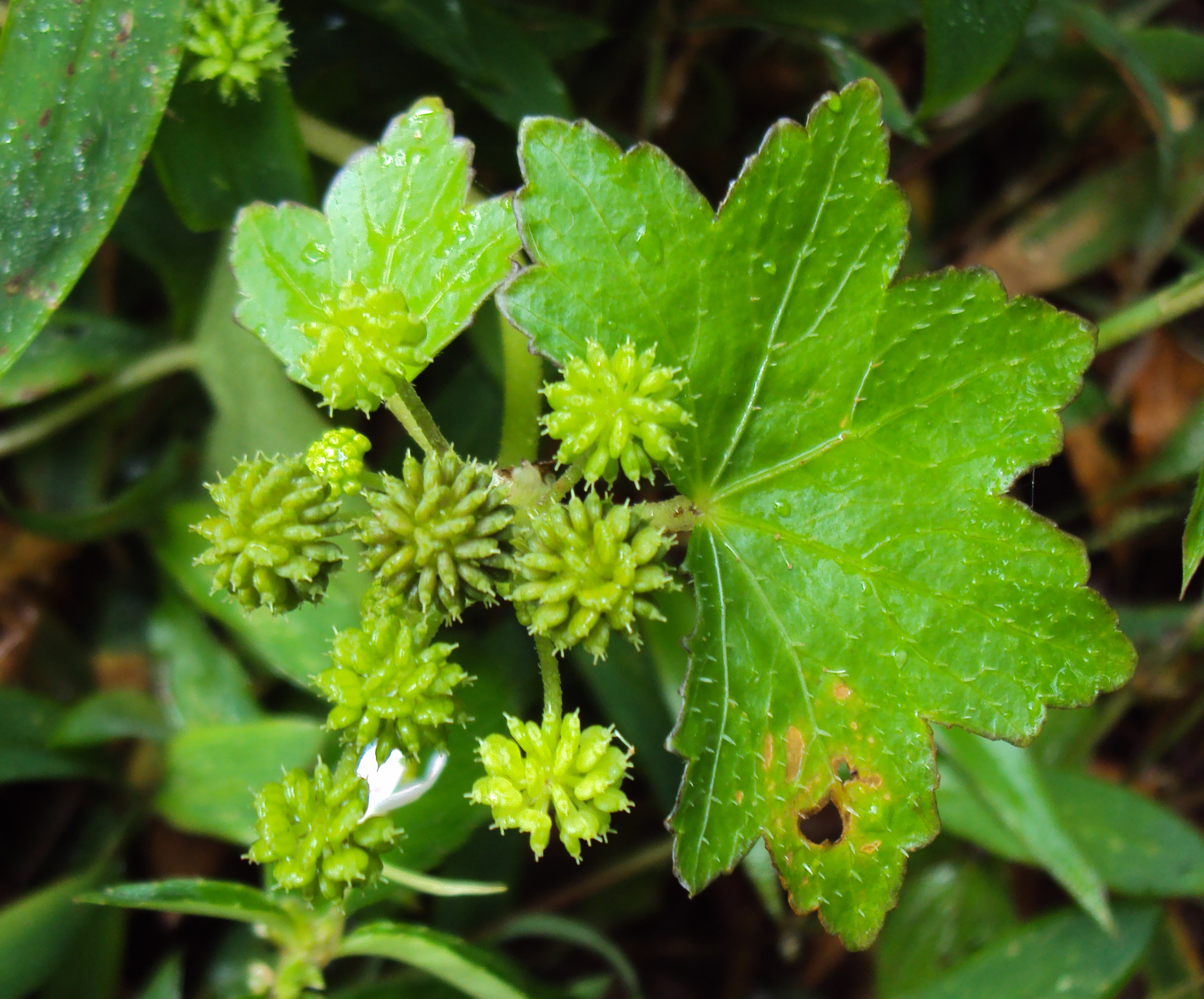
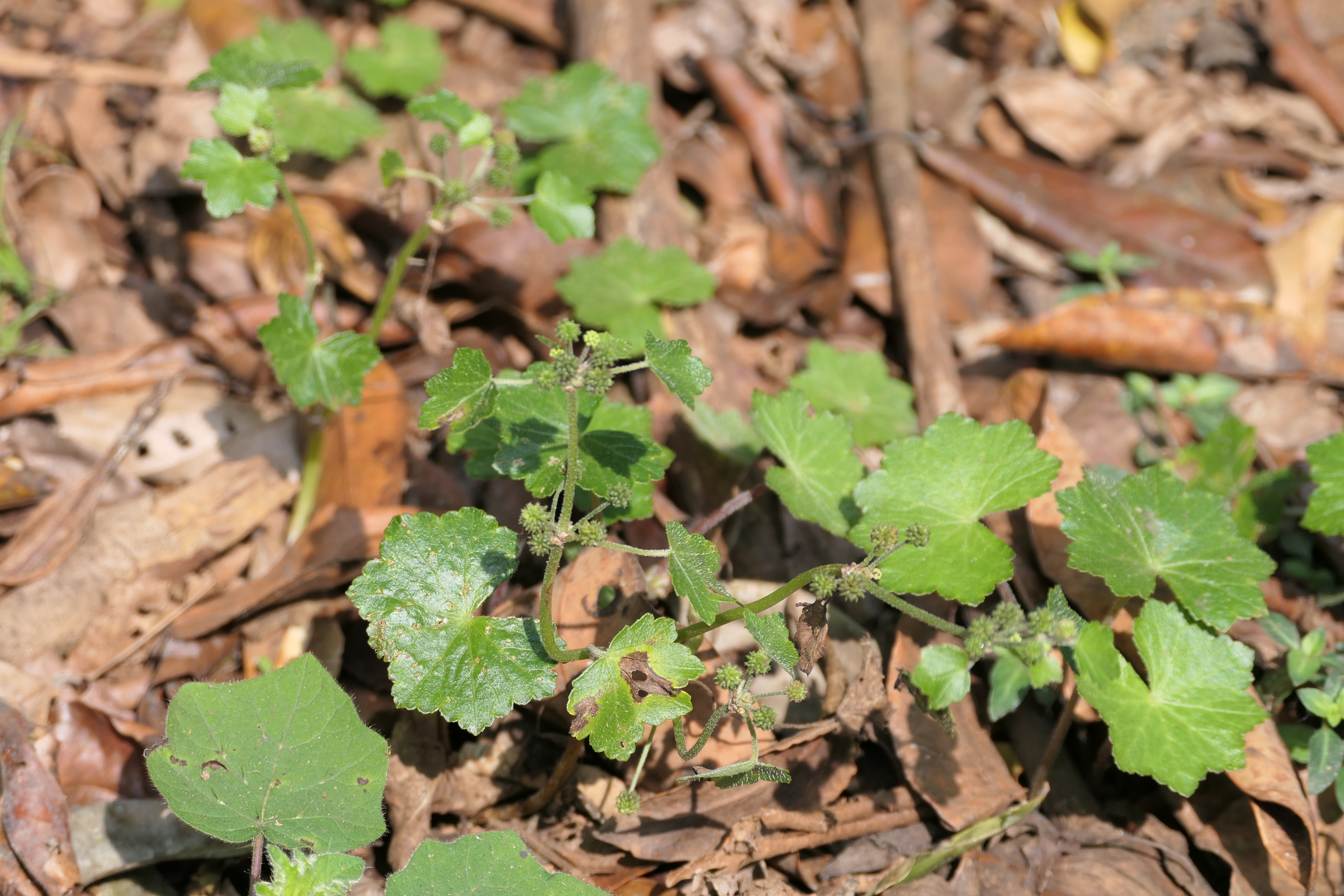
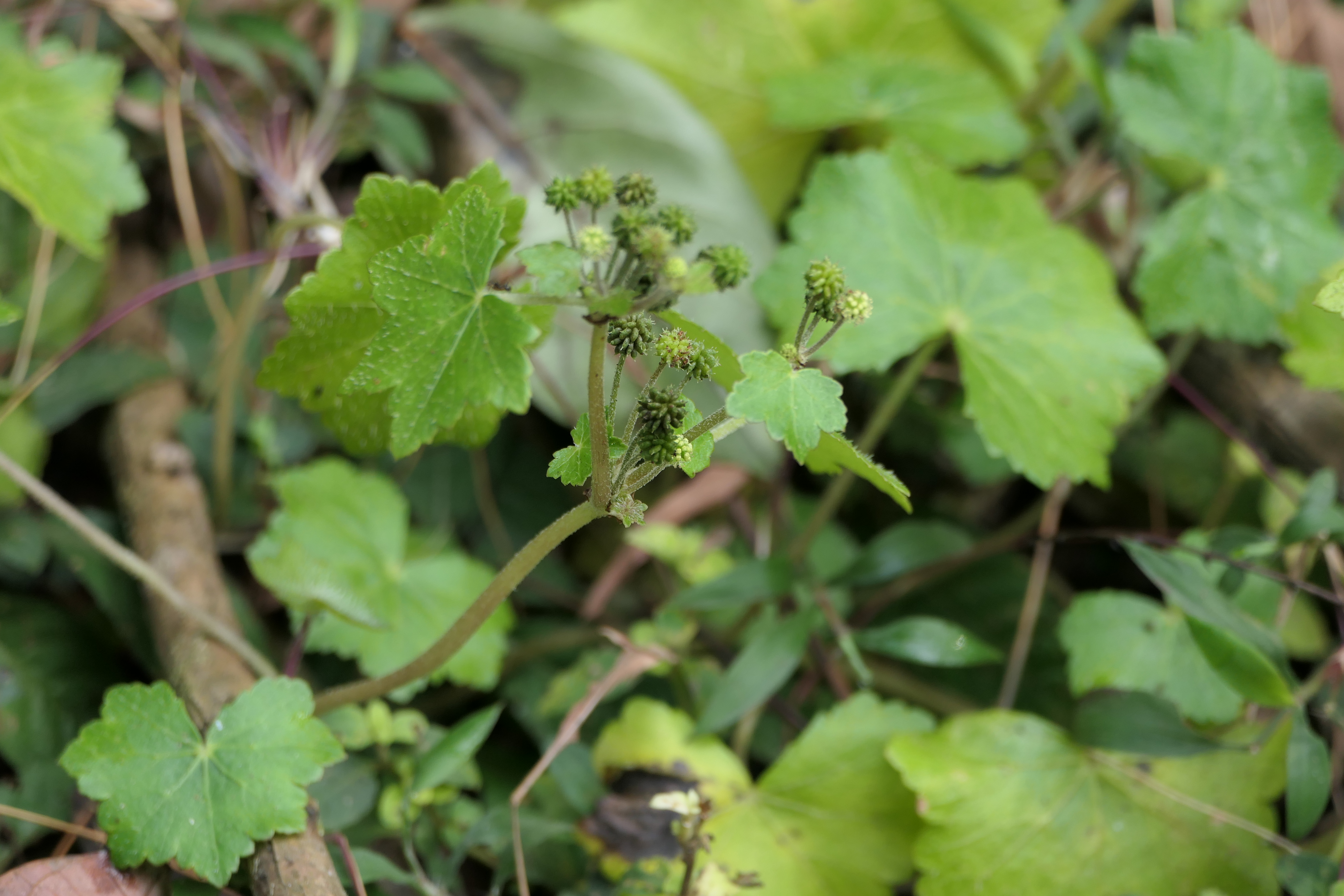
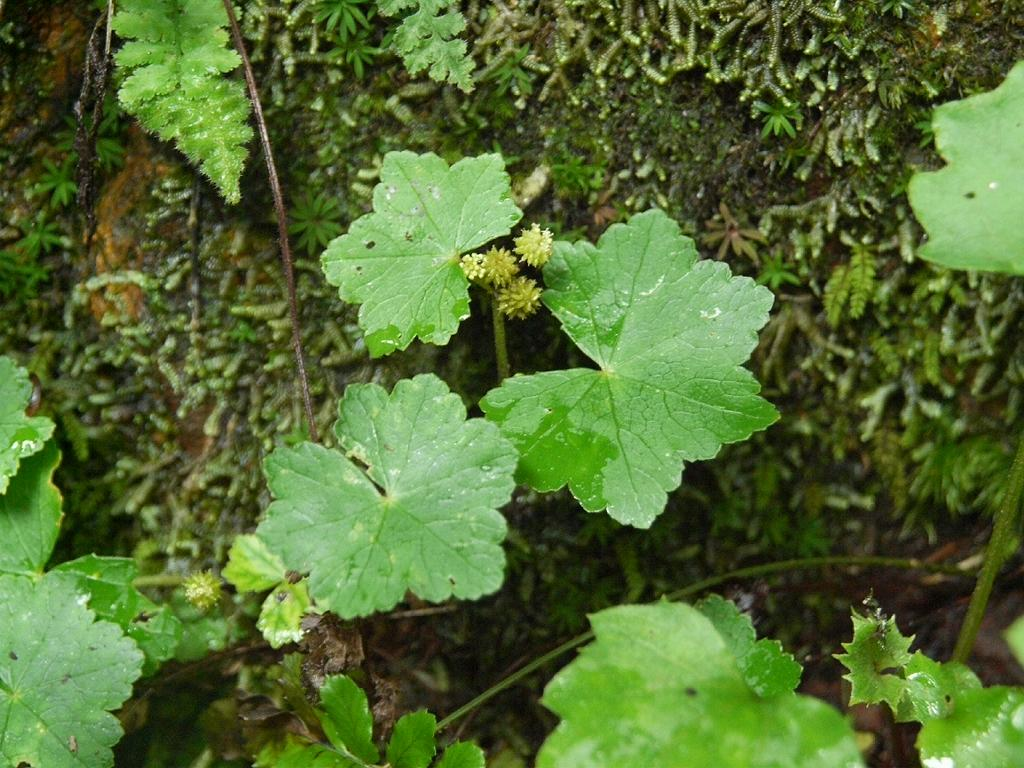